# Saccogynidium decurvum
Saccogynidium decurvum là một loài rêu tản trong họ Geocalycaceae. Loài này được (Mitt.) Grolle miêu tả khoa học lần đầu tiên năm 1960.